# Danh sách tập phim Ranma ½ (mùa 2)

Cover of the DVD box set by Viz.

Đây là danh sách 22 tập đầu của anime Ranma ½ Nettōhen (らんま½ 熱闘編) sau đợt 18 tập phát sóng bị huỷ bỏ.
Xem thêm Ranma ½

## Danh sách tập phim
| STT gốc | STT Viz Media | Tên tập phim                                                          | Ngày phát sóng       |  |
| ------- | ------------- | --------------------------------------------------------------------- | -------------------- |  |
|         |               |                                                                       |                      |  |
| 1       | 22            | "Gekitotsu! Demae Kakutō Rēsu" (激突!出前格闘レース)                  | 20 tháng 10 năm 1989 |  |
| 2       | 23            | "Yappari Neko ga Kirai?" (やっぱり猫が嫌い?)                          | 3 tháng 11 năm 1989  |  |
| 3       | 24            | "Watashi ga Joketsuzoku no Obaba!" (私が女傑族のおばば!)              | 10 tháng 11 năm 1989 |  |
| 4       | 25            | "Deta! Hissatsu Tenshin Amaguriken" (出た!必殺天津甘栗拳!!)           | 17 tháng 11 năm 1989 |  |
| 5       | 26            | "Hakushōken no Otoko Mūsu Tōjō!" (白鳥拳の男ムース登場!)              | 24 tháng 11 năm 1989 |  |
| 6       | 27            | "Bakusō! Yukidaruma Hakobi Rēsu" (爆走!雪だるま運びレース)            | 1 tháng 12 năm 1989  |  |
| 7       | 19            | "Sarawareta P-chan" (さらわれたPちゃん!)                              | 8 tháng 12 năm 1989  |  |
| 8       | 20            | "Kikiippatsu! Shiryō no Bonodori" (危機一髪!死霊の盆踊り)             | 15 tháng 12 năm 1989 |  |
| 9       | 21            | "P-chan Bakuhatsu! Ai no Mizubashira" (Pちゃん爆発!愛の水柱)          | 22 tháng 12 năm 1989 |  |
| 10      | 29            | "Ranma Kyōfu no Yama Gomori" (乱馬恐怖の山ごもり)                     | 12 tháng 1 năm 1990  |  |
| 11      | 30            | "Bakusai Tenketsu to wa? Ryōga Daigyakushū" (爆砕点穴とは?良牙大逆襲) | 19 tháng 1 năm 1990  |  |
| 12      | 28            | "Ayoushi! Tendō Dōjō" (危うし!天道道場)                               | 26 tháng 1 năm 1990  |  |
| 13      | 31            | "Sarawareta Akane!" (さらわれたあかね!)                               | 2 tháng 2 năm 1990   |  |
| 14      | 32            | "Taiketsu Mūsu! Makeru ga Kachi" (対決ムース!負けるが勝ち)            | 9 tháng 2 năm 1990   |  |
| 15      | 33            | "Kyūkyoku no Ero Yōkai Happōsai" (究極のエロ妖怪八宝斉)               | 16 tháng 2 năm 1990  |  |
| 16      | 34            | "Joshi Kōishitsu wo Osoe?" (女子更衣室を襲え?)                        | 23 tháng 2 năm 1990  |  |
| 17      | 35            | "Oni mo Nigedasu Karakuri Yashiki" (鬼も逃げだすカラクリ屋敷)         | 2 tháng 3 năm 1990   |  |
| 18      | 36            | "Kore de Onna to Osaraba?" (これで女とおさらば?)                      | 9 tháng 3 năm 1990   |  |
| 19      | 37            | "Ai to Nikushimi no Okurimono" (愛と憎しみの贈物)                     | 16 tháng 3 năm 1990  |  |
| 20      | 38            | "SOS Ero Yōkai Happōsai" (SOSエロ妖怪八宝斉)                          | 23 tháng 3 năm 1990  |  |
| 21      | 39            | "Akane no Kuchibiru wo Ubae" (あかねの口びるを奪え)                   | 6 tháng 4 năm 1990   |  |
| 22      | 40            | "Ii Yu da na? Sentou de Sentou" (いい湯だな?銭湯で戦闘)               | 13 tháng 4 năm 1990  |  |